# Hasebeck
Hasebeck ist eine kleine Ortschaft im Ortsteil Voßheide der Stadt Lemgo im Kreis Lippe in Nordrhein-Westfalen. Bis 1921 war Hasebeck eine eigenständige Gemeinde im damaligen Freistaat Lippe.

## Geographie und Geschichte
Seit der Mitte des 19. Jahrhunderts bestand die Gemeinde Hasebeck im lippischen Verwaltungsamt Brake, die aus der gleichnamigen Bauerschaft hervorgegangen war. Zu ihr gehörten das Dorf Hasebeck, Teile der Dörfer Maßbruch und Voßheide sowie die Wohnplätze Mühlenberg und Stumpenhagen. Am 1. Oktober 1921 wurde Hasebeck mit den Nachbargemeinden Kluckhof und Lütte zur neuen Gemeinde Voßheide zusammengeschlossen. Voßheide wiederum wurde am 1. Januar 1969 in die Stadt Lemgo eingemeindet.

## Einwohnerentwicklung
| Jahr | Einwohner | Quelle |
| ---- | --------- | ------ |
| 1875 | 257       | [ 3 ]  |
| 1882 | 270       | [ 4 ]  |
| 1898 | 238       | [ 5 ]  |
| 1902 | 242       | [ 6 ]  |
| 1906 | 264       | [ 7 ]  |
| 1911 | 261       | [ 1 ]  |

## Baudenkmäler
Baudenkmäler in Hasebeck sind die Gebäude Am Buschhof 11, 27 und 46 sowie Hasebecker Weg 63 und 70.